# 第6次ヴァル・ファジュル作戦
第6次ヴァル・ファジュル作戦（だいろくじヴァル・ファジュルさくせん）は、イラン・イラク戦争中、イラン軍によるイラク・マイサーン県及びバスラに対する大規模攻勢作戦である。

## 概要
イラン軍は第5次ヴァル・ファジュル作戦に呼応して、イラクの大動脈であるバスラ街道を遮断すべく、ハウイザ湿原を通過しての攻勢作戦を実施した。

## 攻撃
1984年2月21日深夜、イラン軍は満を持して中・南部戦線において前進を開始、2月25日にはイラン空軍がイラク8都市に対して空爆を実施（但し、緒戦のみで直ぐに出撃回数は減少した）。地上部隊はハウイザ湿原にてイラク軍と激突し、マジヌーン島を完全占領した。これに対しイラク軍は第4軍団第6機甲師団を投入、歩兵主体のイラン軍に対して絶大な火力と機動力を駆使して、マジヌーン島より先に進撃させることを阻止した。更に、航空攻撃も逐次強化されイランの兵站基地や都市に対して空爆が行われた。イラン軍の狂信的波状攻撃もただ犠牲を重ねるだけであった。

## イラク軍による化学兵器攻撃
アメリカは1983年10月頃からイラクによる化学兵器の使用を疑っていたが、実際に確認が取れたのは1984年2月22日以降であった。イラク軍はマジヌーン島攻防戦において、イラン軍の人海戦術に苦慮しており、遂にマスタードガス及びタブンを使用、砲弾や輸送機及びヘリコプターから化学剤入りドラム缶を計48回に渡って投下、イラン軍に戦死40人、負傷者2,660人を出させた。これらの被害者の内28名が西欧と日本の医療機関に搬送され、その症状からマスタードガスによるものと判明した。
イラクは、1960年代にソ連供与兵器を導入し化学戦能力の向上を開始、1970年代にはイギリス・イタリアから大量の化学剤を購入し、製造プラントをサマーワ郊外65kmの砂漠の真ん中にマスタードガス製造工場を建設していた。他に、バグダード西100kmに位置するラマディにも殺虫剤工場と称して、神経剤工場を建設した。
イランは、この事実に対し非難したがイラクはこれを謀略として反論した。しかし、イラク軍高官（ヒシャーム・ファクリー第4軍団司令官）は国土防衛の為にはあらゆる手段を行使すると、状況次第では化学兵器の使用をするかもしれないことを匂わせる発言をした。